# Jean-Paul Bataille
 (janvier 2020).
Si vous disposez d'ouvrages ou d'articles de référence ou si vous connaissez des sites web de qualité traitant du thème abordé ici, merci de compléter l'article en donnant les références utiles à sa vérifiabilité et en les liant à la section « Notes et références ».
Jean-Paul Bataille né le 18 août 1929 à Saint-Omer (Pas-de-Calais) et décédé le 16 octobre 1999 à Steenvoorde (Nord) est un homme politique français.

## Biographie
Jean-Paul Bataille est né le 18 août 1929 dans la ville de Saint-Omer au sein d'une famille de la bourgeoisie catholique locale. Sa mère est issue d'une vieille famille flamande et son père, imprimeur, lui transmet la passion de la politique. 
Après des études secondaires au collège Saint-Bertin de Saint-Omer, il poursuit des études de pharmacie à la Faculté libre de Médecine et de Pharmacie de Lille. Diplômé, il s'installe à Steenvoorde (Nord) en 1955 pour y exercer sa profession.
Il transmet également le goût de la politique à son fils, Jean-Pierre Bataille, qui lui succédera à la mairie de Steenvoorde après son décès le 16 octobre 1999. Il est ensuite élu président de la communauté de communes du pays des géants, puis de la communauté de communes de Flandre Intérieure. Il est député suppléant de la 14e circonscription du Nord de 2002 à 2012, et conseiller régional du Nord-Pas-de-Calais puis des Hauts-de-France depuis 2004. Il échoue à devenir député de la 15e circonscription du Nord en 2012 et 2017.

## Carrière politique
En 1965, il est élu maire de Steenvoorde et le restera jusqu'à sa mort.
De 1973 à 1976, il est conseiller régional du Nord-Pas de Calais, fonction qu'il retrouvera de 1983 à 1986.  Conseiller général du Canton de Steenvoorde à partir de 1970, il en assume la vice-présidence de 1992 à 1998.
En 1983, il est élu sénateur du Nord sur la liste commune UDF-RPR. En septembre 1992, il se présente à nouveau aux élections sénatoriales dans le Nord, quatrième sur la liste il n'est pas élu.
Il redevient pourtant sénateur du Nord en 1998, en remplacement de Maurice Schumann, décédé.

## Détail des mandats et fonctions

### Mandats parlementaires
- 1983 - 1992 : sénateur du Nord, inscrit au groupe sénatorial de l'Union des républicains et des indépendants, il en devient vice-président en 1989
- 1998 - 1999 : sénateur du Nord

### Mandats locaux
- 1965 - 1999 : maire de Steenvoorde
- 1970 - 1999 : conseiller général du Nord, élu dans le canton de Steenvoorde, il est vice-président du conseil général de 1992 à 1998
- 1973 - 1976 : conseiller régional du Nord-Pas-de-Calais
- 1983 - 1986 : conseiller régional du Nord-Pas-de-Calais

### Fonctions politiques
- 1967 : membre fondateur de la fédération Nord-Pas-de-Calais des Républicains indépendants, vice-président du comité directeur du Nord
- 1973 - 1986 : président de la fédération du Nord du Parti républicain, membre du comité directeur national
- 1981 : vice-président du Mouvement national des élus locaux du Nord
- 1981 - 1988 : premier vice-président de l'Union pour la démocratie française (UDF) du Nord
- 1988 - 1992 : président de la fédération du Nord du Parti républicain
- 1988 : président délégué de l'Union pour la démocratie française (UDF) du Nord

## Décorations
Jean-Paul Bataille a reçu les décorations suivantes :
- Officier de l'Ordre national de la Légion d'honneur
- Chevalier de l'Ordre national du Mérite
- Chevalier de l'Ordre du Mérite agricole